# Balón suizo

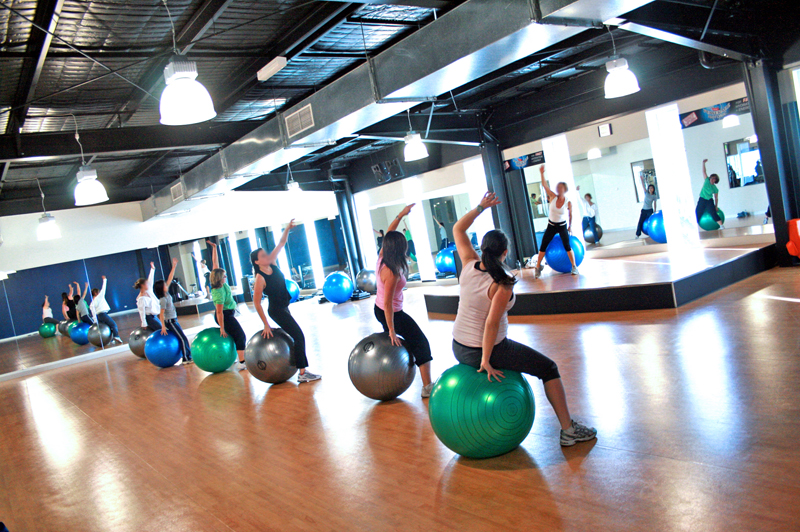
Sesión de ejercicios en gimnasio utilizando balones suizos.

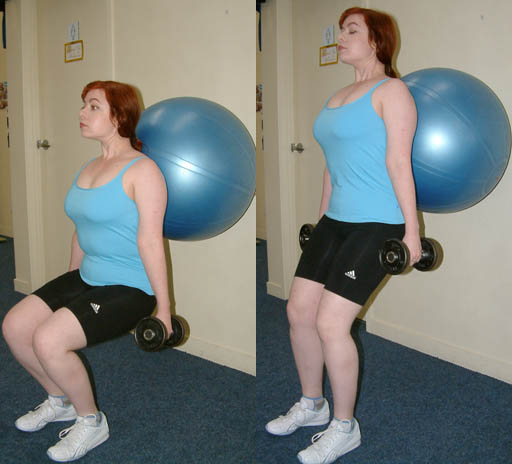
Los balones permiten un amplio rango de ejercicios.

Un balón suizo es un balón elastómero suave y resistente de gran diámetro  tal como 35 a 95 cm (13,8 a 37,4 plg) relleno de aire. Es utilizado para fisioterapia, rehabilitación y ejercicio físico. Sirve para mejorar el equilibrio y la coordinación, fortalecer la espalda y los abdominales entre otros.
El balón suizo es utilizado en el área de la fisioterapia y en los últimos años se han reemplazado una serie de técnicas de ejercicios por la utilización de este balón. Esta disciplina es conocida con el nombre de esferodinamia.

## Sinónimos
El balón suizo es conocido por distintos nombres como bola o balón: de equilibrio, de estabilidad, de ejercicios, de gimnasia, de fitness, de pilates, terapéutico, corporal, esferobalón, fisiobalón, de bobath, pelota de partos o pelota de yoga.

## Historia
El balón suizo fue desarrollado en 1963 por Aquilino Cosani, fabricante de plásticos italiano. Perfeccionó un proceso de moldeo de grandes bolas de plástico resistente a elementos punzocortantes. Esas bolas, entonces conocido como «bolas Pezzi», fueron utilizados por primera vez en programas de tratamiento para recién nacidos y bebés por Mary Quinton, un fisioterapeuta británico que trabajaba en Suiza. Más tarde, la Dra. Susanne Klein-Vogelbach, directora de la Escuela de Terapia Física en Basilea, Suiza, integró el uso de la bola de ejercicio como terapia física para el tratamiento del desarrollo neurológico. Basado en el concepto de «cinética funcional», Klein-Vogelbach abogó por el uso de técnicas con balones para el tratamiento de adultos con problemas ortopédicos o médicos.
El término «balón suizo» se empezó a utilizar cuando los fisioterapeutas estadounidenses comenzaron a utilizar estas técnicas en América del Norte después de ver sus beneficios en Suiza. A partir de su desarrollo como terapia física en un entorno clínico, estos ejercicios son utilizados en el entrenamiento deportivo, como parte de una rutina de acondicionamiento físico general y la incorporación en ejercicios alternativos como el yoga y Pilates.

## Tamaño del balón
El tamaño de la pelota se elige según la altura:
| Diámetro | Altura                                   |
| -------- | ---------------------------------------- |
| 45cm     | 1,50 m                                   |
| 55cm     | 1,60 m                                   |
| 65cm     | 1,70 m                                   |
| 75 cm    | Hasta 1,8 m                              |
| 85 cm    | Empleada principalmente en esferodinamia |

## Beneficios

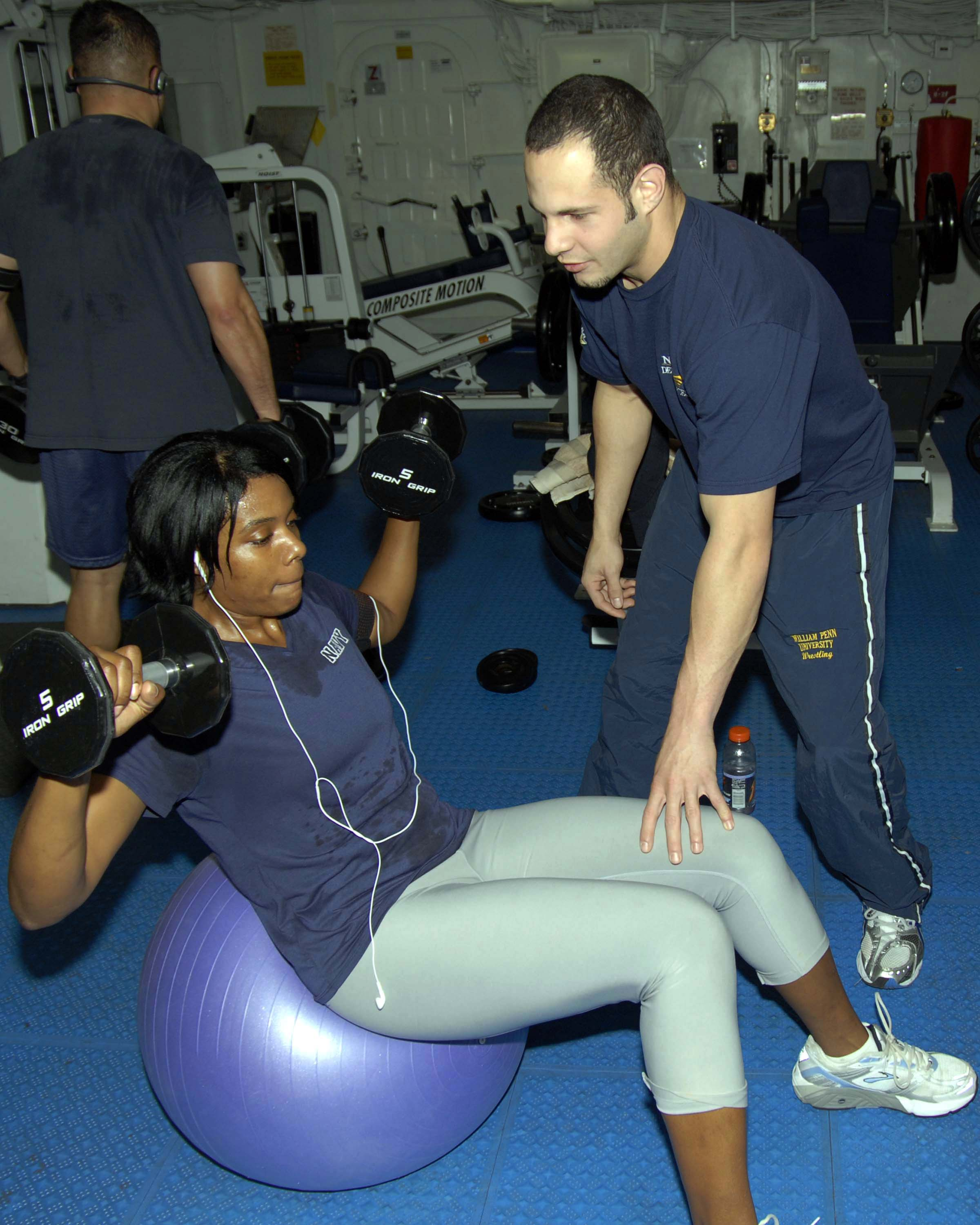
Mujer realizando ejercicios sobre un balón suizo.

Una de las ventajas de hacer ejercicio con un balón suizo, en lugar de ejercerlo sobre una superficie plana y dura como el suelo, es que el cuerpo responde a la inestabilidad de la pelota permaneciendo equilibrado, participando en su ejecución muchos más músculos. Los músculos con el tiempo se vuelven más fuertes para mantener el equilibrio. Los principales músculos del cuerpo, los músculos abdominales y los músculos de la espalda, son el centro de un  programa de ejercitación con balón suizo. Además, es un ejercicio de bajo impacto, por lo que puede ser realizado por personas de todas las edades de forma práctica, segura, y no necesita de preparación física específica. Este tipo de gimnasia es recomendable para personas que sufren de dolores cervicales, lumbares y también para mujeres embarazadas, ya que corrige las malas posturas de forma casi inmediata. 